# 林聖賢
林聖賢（りん せいけん 、林圣贤、リン ションシュエン、1959年 6月14日 〜）は台湾の囲碁棋士。台湾棋院七段、中国囲棋会四品。名人1期、国手3期など。

## 経歴
1983年中国囲棋会九品（初段）。1991年に国手タイトルを獲得し、以後3連覇。1993年に名人戦で優勝。同年四品。2000年に台湾棋院設立時に六段認定、2003年に七段。

### 主なタイトル歴
- 国手戦 1991-93年
- 名人戦 1993年
- 永大杯戦 1994年
- 棋士杯戦 2001年

### 他の棋歴
国際棋戦
- 世界囲碁選手権富士通杯 ベスト16 1993年（○S.ワン、×大竹英雄）
- 春蘭杯世界囲碁選手権戦 ベスト16 1998年（○工藤紀夫、×王立誠）

国内棋戦
- 棋王戦 挑戦者 1986、89年
- CMC杯電視快棋賽 準優勝 2003年
- 中環杯囲棋オープン戦 準優勝 2003、05年
- 東鋼盃職業賽 準優勝 2004年
- 亞藝杯戦 準優勝 2004年